# در جستجوی عدالت
در جستجوی عدالت (به انگلیسی: Out for Justice) یک فیلم اکشن، جنایی و دلهره‌آور آمریکایی محصول سال ۱۹۹۱ به کارگردانی جان فلین و تهیه کنندگی، بازیگری استیون سیگال است. او در نقش جینو که یک کارآگاه پلیس کهنه‌کار که قصد دارد با کشتن ریچی، رئیس باند مواد مخدر، انتقام قتل همکاراش بابی را بگیرد.

## بازیگران
- استیون سیگال در نقش جینو فلینو[۱][۲]
- ویلیام فورسایت در نقش ریچی مادانو[۳]
- شنون وری در نقش تری مالوی
- جو چمپا در نقش کاپیتان رونی دانزیگر
- جری اورباک در نقش ویکی فلینو
- جینا گرشان در نقش پتی مادانو

## داستان
«جینو فلینو» یک کارآگاه پلیس شهر بوستون است که همکار و دوست همیشگی‌اش در یکی از خیابان‌های شهر مقابل دید فرزند و همسرش به دستور «ریچی مادانو» یکی از جنایتکاران بزرگ شهر، کشته می‌شود و پس از آن سقوط امپراطوری بزرگ «مادانو» تبدیل به تنها هدف زندگی «جینو» می‌شود.

## بازخوردها
- در راتن تومیتوز، این فیلم بر اساس بررسی‌های ۲۲ منتقد، ۲۳٪ امتیاز تأیید دارد.[۴]
- در متاکریتیک، این فیلم بر اساس نقدهای ۱۲ منتقد، امتیاز ۳۸ از ۱۰۰ را کسب کرده است.[۵]
- تماشاگران در نظرسنجی سینماسکور به فیلم نمره متوسط «B+» در مقیاس A+ تا F دادند.[۶]
- این فیلم در نهایت ۴۰ میلیون دلار، فروش در آمریکا داشت،[۷] حدود یک سوم کمتر از فیلم قبلی سیگال، (علامت مرگ)، به دست آورد.